# Bancroft (Nebraska)
Pour les articles homonymes, voir Bancroft.
Bancroft est un village du comté de Cuming, dans l'État du Nebraska, aux États-Unis. En 2020, il comptait une population de 496 habitants.